# Giens

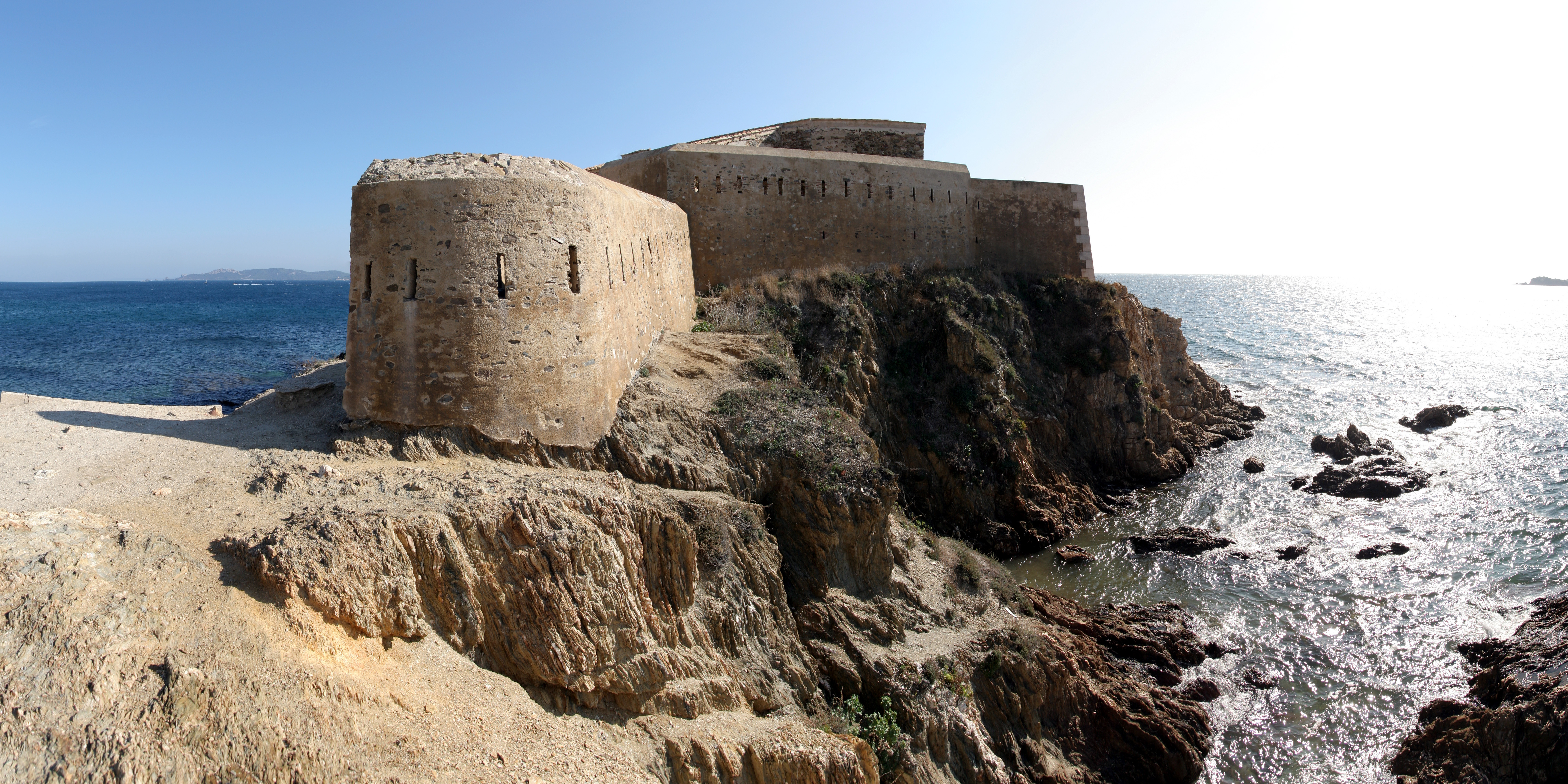
Die Festung Tour Fondue im Süden der Halbinsel.

Die Halbinsel Giens (französisch Presqu’île de Giens) mit dem gleichnamigen Ort Giens liegt am westlichen Ende der Côte d’Azur zwischen Toulon und Saint-Tropez, gegenüber der Stadt Hyères. Sie ist mit dem Festland durch zwei Tomboli verbunden. Giens ist Teil der Stadt Hyères.
Auf Giens befindet sich eines der beliebtesten Windsurf- und Kitereviere Frankreichs. In der Lagune zwischen den beiden Landengen, einer ehemaligen Salinenanlage, leben Flamingos.
Die Unterwasserwelt von Giens hat unter Tauchern eine gewisse Berühmtheit erlangt, da dort neben vielen heimischen Fischarten auch einige Wracks zu sehen sind. So zum Beispiel der norwegische Frachter Le Donator, die Le Grec, die Le Vapeur oder das ehemalige Dampfschiff Le Michel C.
Von Giens aus ist die Insel Porquerolles der Îles d’Hyères mit dem Schiff zu erreichen.